# Edmond Buat
Edmond Alphonse Léon Buat, född 17 september 1868 och död 30 december 1923, var en fransk militär.
Buat blev officer vid artilleriet 1889, överste 1915, brigadgeneral 1916 och divisionsgeneral 1918. Under första världskriget var Buat stabschef vid Elsassarmén, deltog som brigadchef vid Sommeslaget 1916, erhöll 1917 ledningen av det tunga artilleriets reserv, blev i juni 1918 chef för 5:e armen samt slutligen 5 juli generalstabschef i stora högkvarteret. Efter fredsslutet utnämndes Buat till chef för generalstaben.